# 點綴蝴蝶魚
點綴蝴蝶魚，又稱細點蝴蝶魚，俗名細點蝶，為輻鰭魚綱鱸形目蝴蝶魚科的其中一種。

## 分布
本魚分布於印度太平洋區，包括東非、亞丁灣、模里西斯、馬爾地夫、印度、斯里蘭卡、馬來西亞、泰國、菲律賓、印尼、中國南海、東海、日本、台灣、越南、新幾內亞、所羅門群島、澳洲、馬里亞納群島、馬紹爾群島、密克羅尼西亞、帛琉、諾魯、斐濟群島、夏威夷群島、法屬波里尼西亞、復活節島、加拉巴哥群島、東加、吉里巴斯、吐瓦魯、萬納杜、薩摩亞群島、厄瓜多、墨西哥等海域。

## 深度
水深1至25公尺。

## 特徵
本魚體色為一致的黃色或橙黃色，體側有13至15行由暗色小點組成的縱帶，上至背鰭基部，但尾柄及臀鰭基部則無；頭部有一條寬的黑眼帶，背鰭和臀鰭鰭條部基底及尾柄上各有一黑色帶，連成衣黑色弧。背鰭的第二鰭條呈絲狀延長。尾鰭無色。鰭硬棘13枚、軟條19枚；臀鰭硬棘3枚、軟條18枚。體長可達26公分。

## 生態
本魚喜棲息在水質清澈、珊瑚生長茂密的地區，在礁湖外緣或具半保護性的向海礁坡等皆可見其成對或一小群活動。屬雜食性以底生小動物或海藻為食。

## 經濟利用
為色彩鮮豔的觀賞性魚類，不供食用。